# 新胡帕利夫卡

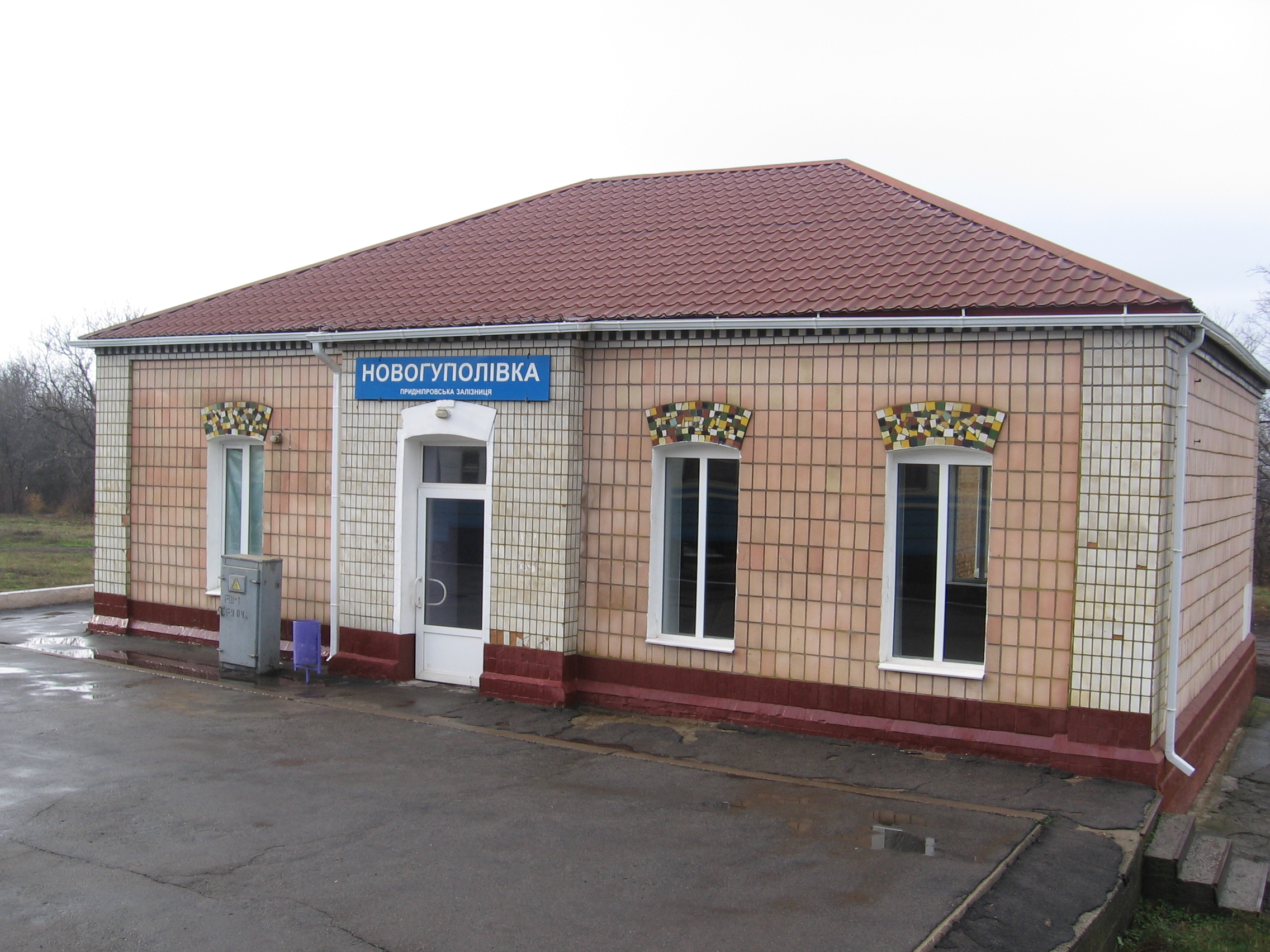
新胡帕利夫卡火车站

新胡帕利夫卡（烏克蘭語：Новогупалівка），是烏克蘭東南部扎波羅熱州扎波羅熱區维利尼扬斯克市镇内的村落。始建於1770年，面積4.21平方公里，2022年人口1,000，人口密度每平方公里271.7人。